# Solothurner Kalender
Der Solothurner Kalender, zwischen 1856 und 1977 erschienen unter dem Titel Sankt-Ursen-Kalender (zunächst in der Schreibweise St. Ursenkalender), ist ein Volkskalender aus Solothurn in der Schweiz, der seit 1854 jährlich erscheint. Im Solothurner Kalender bzw. Sankt-Ursen-Kalender wurden zahlreiche historische Aufsätze und biographisches Material publiziert, wobei der Schwerpunkt auf Stadt und Kanton Solothurn liegt.

## Publikationsgeschichte

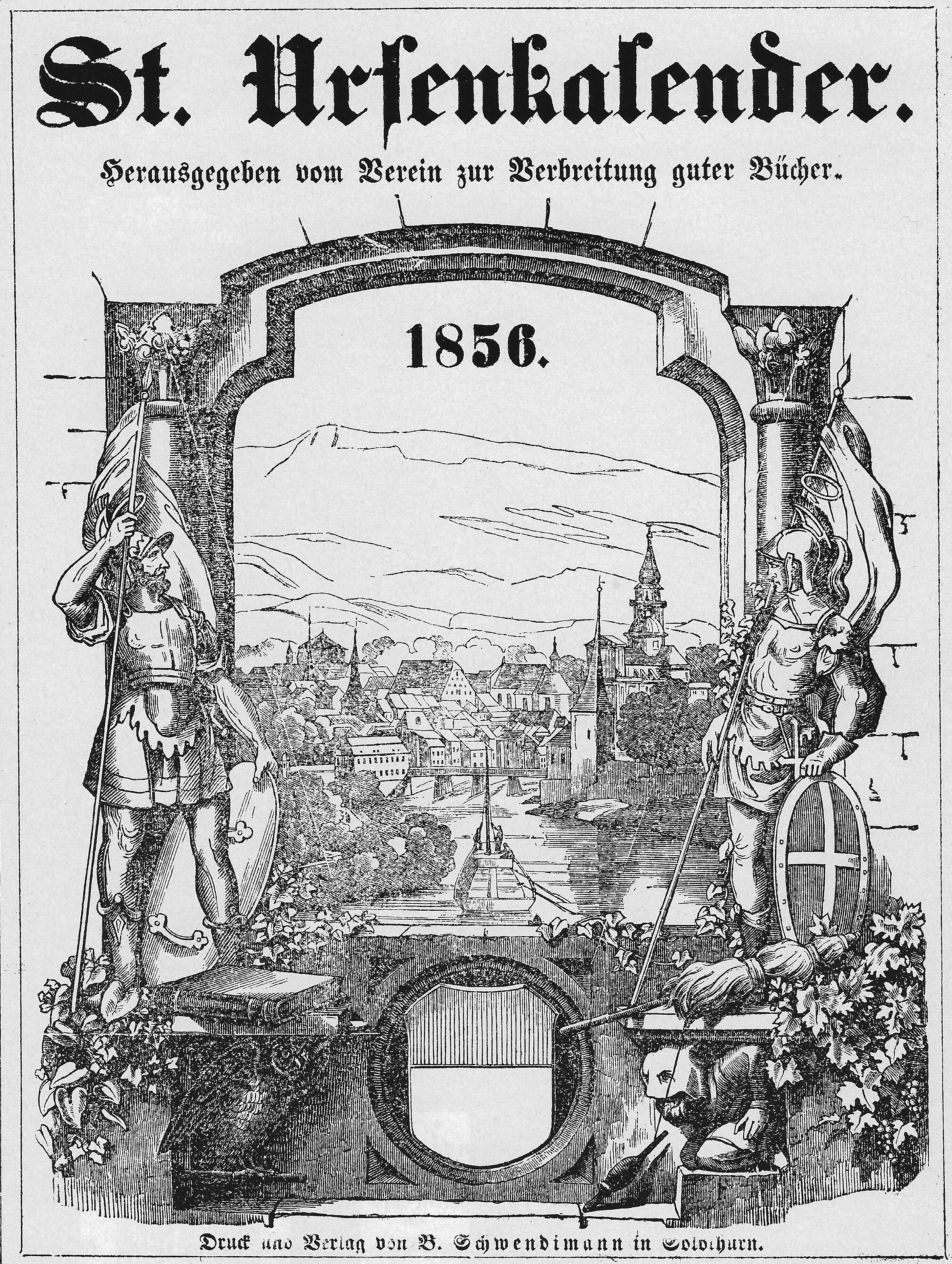
St. Ursenkalender 1856.

Initiant des Kalenders war der Solothurner Drucker Benedikt Schwendimann (1828–1900), der ihn zunächst 1854 und 1855 unter dem Titel Solothurner Haus-Kalender, ab 1856 als St. Ursenkalender verlegte. Auf Schwendimann folgten als Verlage von 1887 bis 1891 Burkard & Frölicher und von 1892 bis 1993 (seit dem Jahrgang 1978 lautete der Titel Solothurner Kalender) das katholische Solothurner Druck- und Verlagshaus Union. Nachdem dieses in finanzielle Schwierigkeiten geraten war, wurde der Kalender zunächst von Franz Kamber aus Hägendorf verlegt, dann für einige Jahre bei der Merkur Druck AG im bernischen Langenthal, und schliesslich seit der Ausgabe 2013 wieder in Solothurn beim Rothus Verlag. Seit der ersten Titeländerung und bis 1952 fungierte ein örtlicher Verein zur Verbreitung guter Bücher als Herausgeber.
In seinem Rückblick zum 125. Jubiläum charakterisiert der damalige Herausgeber Otto Heinrich Allemann den Sankt-Ursen-Kalender der ersten Jahre als frommen Kalender, der den Alltag «in den Dienst von Religion, Sittlichkeit und Kirche» gestellt habe. Neben den zentralen Bestandteilen eines Kalenders (dem Kalendarium mit astronomischen Symbolen und einem Verzeichnis der Jahrmärkte) waren auch Erzählungen, Anekdoten und praktische Ratschläge für Haus und Garten enthalten. Zunehmend wurde auch über aufsehenerregende aktuelle Ereignisse berichtet, so über das Unglück beim Bau des Hauensteintunnels 1857. Ab 1856 bis in die späten 1880er Jahre erschien eine Europäische Chronik, deren Verfasser der konservative Politiker Karl von Haller (auch Carl, 1807–1893) war, ein Sohn von Karl Ludwig von Haller. Mit den Erzählungen des Fulenbacher Pfarrers Laurentius Hirt nahm der Kalender ab den 1860er Jahren einen volkserzieherischen Charakter an.
Ab dem 18. Jahrgang enthielt der Kalender einen Schweizerischen Totenkalender, der zunächst vom damaligen Dompropst und späteren Bischof von Basel Friedrich Fiala, nach dessen Tod 1888 bis 1917 von Ludwig Rochus Schmidlin geführt wurde. Ein «besonderes historisches Gepräge» erhielt der Kalender ab 1889 auch durch Wilhelm Rust, der noch in seiner Zeit als Redaktor des Bündner Tagblatts in Chur (ab 1895) bis 1908 Arbeiten im Sankt-Ursen-Kalender publizierte. In der Jubiläumsausgabe von 1953 ist ein Register der bis dahin erschienen zahlreichen lokalhistorischen Arbeiten enthalten.
Als der Gymnasiallehrer Otto Heinrich Allemann 1977 die Redaktion übernahm, änderte er den Titel auf den Jahrgang 1978 in Solothurner Kalender, was von ihm als programmatisch bezeichnet wurde: «Der römische Legionär und Stadtpatron Ursus steht von nun ab nicht mehr nur Pate für eine römisch-katholische Leserschaft. Er wird zum Solothurner schlechthin.» Von 1983 bis 2006 war die Schriftstellerin und Sagensammlerin Elisabeth Pfluger Herausgeberin des Kalenders. Unter ihrer Leitung wurde der Kalender auf den ganzen Kanton Solothurn ausgerichtet. Aus jeder Region des Kantons sollte in jeder Ausgabe mindestens ein Beitrag erscheinen. Auf Elisabeth Pfluger folgten Heinz Rudolf von Rohr, Monika Frischknecht und Peter-Lukas Meier.